# Ebo halophilus
Ebo halophilus är en spindelart som beskrevs av Levy 1977. Ebo halophilus ingår i släktet Ebo och familjen snabblöparspindlar.
Artens utbredningsområde är Israel. Inga underarter finns listade i Catalogue of Life.